# أونغا (أساطير)
أونغا (بالإنجليزية: Aunga)‏ في أساطير ميلانيزيا في المعتقد الميلانيزي هو الجزء الطيب أو المادة النفسية للإنسان الذي ينطلق ويبقى حيا بعد الموت. وهذا الجزء عكس الجزء الآخر المسمى آدارو، الذي ه جزء سيئ يبقى بعد الموت يدور كشبح.